# Licio Giorgieri
Licio Giorgieri (* 1. Juni 1925 in Triest; † 20. März 1987 in Rom) war ein General der italienischen Luftwaffe. Er wurde von Terroristen erschossen.

## Leben
Giorgieri schloss 1949 ein Ingenieurstudium an der Universität Triest ab und trat im folgenden Jahr als Ingenieuroffizier in die italienische Luftwaffe ein. 1987 leitete er als Generalleutnant die Abteilung für militärische Luftfahrzeuge und alle damit in Zusammenhang stehenden Rüstungsangelegenheiten des Verteidigungsministeriums. Neben seiner Laufbahn in der Luftwaffe war er auch als Hochschullehrer in Rom und Triest tätig.
General Giorgieri wurde am Abend des 20. März 1987 in Rom erschossen. Unmittelbar danach übernahm eine Terrorgruppe der Roten Brigaden die Verantwortung für den Anschlag. In einem Bekennerschreiben war von der angeblichen Rolle Italiens und Giorgieris in der Strategic Defense Initiative die Rede. Der ehemalige Verteidigungsminister Giovanni Spadolini bestritt diese angebliche Rolle umgehend. Als Attentäter und Helfer der Attentäter wurden acht Mitglieder der Rote-Brigaden-Untergruppe UCC ermittelt: Paolo Persichetti, Aldo Daldacci, Claudia Gioia, Francesco Maietta, Maurizio Locusta, Paolo Cassetta, Geraldina Colotti und Fabrizio Melorio. Persichetti entzog sich der Verhaftung durch Flucht nach Frankreich, von wo er erst 2002 nach Italien ausgeliefert wurde.
Giorgieri hinterließ seine Ehefrau und die gemeinsame Tochter Luisa, die 1994 verstarb.
Auf dem Flugplatz Trient ist eine Lockheed F-104 als Gate Guardian ausgestellt, die General Giorgieri gewidmet ist.